# Scolopendra valida
Scolopendra valida – średniej wielkości gatunek skolopendry z rodziny skolopendrowatych, osiągający maksymalnie 16 cm długości ciała. Charakterystycznym dla tego gatunku jest występowanie półksiężycowatej bruzdy na segmencie zagłowowym. Jest to jedyny gatunek Starego Świata posiadający taką bruzdę, występującą poza nim jedynie u gatunków Nowego Świata. Kolorystyka zbliżona do S. cingulata, jedynie kilka ostatnich segmentów odbiega od jej typowego ubarwienia, przechodzi w kierunku koloru pomarańczowego, charakterystyczna jest również terminalna para nóg, zdecydowanie grubsza niż u innych gatunków, od S. cingulata odróżnia ją zazwyczaj mniejsza liczba łysych członów czułków, od 4 do 6, przy czym częściej są tylko 4. Łącznie wszystkich członów może być 19 a nawet 27. 

## Występowanie
Gatunek spotykany na Wyspach Kanaryjskich, w Kamerunie, Sudanie, Etiopii, Syrii, na południu Półwyspu Arabskiego, w zachodnich Indiach, na południu Iranu oraz Iraku oraz w rejonie Zatoki Perskiej. Biotop, w którym występuje to typowy biotop basenu Morza Śródziemnego; roślinność to lasy i zarośla krzewiaste – makia.